# Open Diputación Ciudad de Pozoblanco 2012
L'Open Diputación Ciudad de Pozoblanco 2012 è stato un torneo professionistico di tennis giocato sul cemento. È stata la 14ª edizione del torneo che fa parte dell'ATP Challenger Tour nell'ambito dell'ATP Challenger Tour 2012. Si è giocato a Pozoblanco in Spagna dal 6 al 12 agosto 2012

## Partecipanti

### Teste di serie
| Nazionalità | Giocatore                | Ranking* | Testa di serie |
| ----------- | ------------------------ | -------- | -------------- |
| Spagna      | Roberto Bautista Agut    | 111      | 1              |
| Portogallo  | Frederico Gil            | 117      | 2              |
| Spagna      | Daniel Muñoz de la Nava  | 128      | 3              |
| Russia      | Evgenij Donskoj          | 138      | 4              |
| Francia     | Josselin Ouanna          | 160      | 5              |
| Spagna      | Javier Martí             | 180      | 6              |
| Spagna      | Adrián Menéndez Maceiras | 182      | 7              |
| Spagna      | Tommy Robredo            | 189      | 8              |

- Ranking al 30 luglio 2012.

### Altri partecipanti
Giocatori che hanno ricevuto una wild card:
- Roberto Carballés Baena
- Frederico Gil
- Illja Marčenko
- Tommy Robredo

Giocatori passati dalle qualificazioni:
- Olivier Charroin
- Riccardo Ghedin
- Carlos Poch-Gradin
- Matthieu Roy

## Campioni

### Singolare
- Roberto Bautista Agut ha battuto in finale  Arnau Brugués-Davi con il punteggio di 6–3, 6–4

### Doppio
- Konstantin Kravčuk /  Denys Molčanov hanno battuto in finale  Adrian Mannarino /  Maxime Teixeira con il punteggio di 6–3, 6–3